# Cristian Fabbiani
Cristian Gastón Fabbiani (Ciudad Evita, 3 de setembro de 1983) é um treinador e ex-futebolista argentino que atuava como centroavante. Atualmente comanda o Newell's Old Boys. 
Em 2008, ele foi emprestado ao clube argentino Newell's Old Boys pelo CFR Cluj da Liga 1. Em 2009, ele saiu do Newell's antecipadamente, a fim de juntar-se a equipe do River Plate, onde ficou até o fim da temporada. No primeiro semestre de 2010 chegou a assinar com o Veracruz do México, porém foi dispensado sem jogar sequer uma partida oficial. Regressa à Argentina para jogar pelo All Boys.
Seu apelido é "El Ogro" (O Ogro), que é em referência a uma famosa comemoração que ele fez usando uma máscara do Shrek enquanto jogava no Chile.